# سعالي المدير (مسلسل)
سعالي المدير مسلسل كوميدي سعودي قصير، من بطولة راشد الشمراني وعدد من الممثلين الشباب، يناقش قضايا التسيب في الدوائر الحكومية وبعض منشآت القطاع الخاص ويعرض كذلك قلة الخبرة والتخبطات الإدارية في لمحات كوميدية خفيفة.

 المسلسل من تأليف وسيناريو وحوار : سليمان المنديل، وإخراج ثامر الصيخان

 قامت بإنتاجه MOBC التابعة لمجموعة إم بي سي (توضيح) الإعلامية ويعرض عن طريق أجهزة جوال شبكة زين السعودية